# السيفاوة

أقصى امتداد لإمبراطورية كانيم-بورنو في العصور الوسطى.

السيفاوة هم أمراء حكموا إمبراطورية كانيم-بورنو التي تأسست في إقليم كانم في غرب تشاد ثم فتحت بعد عام 1380 بلاد بورنو.

## انظر ايضا
- = قائمة السلالات الحاكمة الإسلامية السنية =